# Wniebowstąpienie Pańskie
Wniebowstąpienie Pańskie – wstąpienie do nieba zmartwychwstałego Jezusa Chrystusa.
Jako święto chrześcijańskie obchodzone corocznie w 40. dniu od Zmartwychwstania Pańskiego (czwartek). W Polsce w Kościele rzymskokatolickim uroczystość ta – zgodnie z dekretem watykańskiej Kongregacji ds. Kultu Bożego i Dyscypliny Sakramentów, umożliwiającym przeniesienie święta na najbliższą niedzielę, w krajach, gdzie dzień ten nie jest ustawowo wolny od pracy – od 2004 r. obchodzona jest w VII Niedzielę Wielkanocną.
W rycie rzymskim klasycznym Wniebowstąpienie obchodzone jest tradycyjnie, bez przeniesienia.
Wniebowstąpienie jest ukoronowaniem i zakończeniem życia ziemskiego Jezusa oraz Jego triumfem. W dziesięć dni po Wniebowstąpieniu większość chrześcijan świętuje Zesłanie Ducha Świętego.
Jezus przez 40 dni po swoim zmartwychwstaniu przebywał wśród uczniów. Po upływie tego czasu Apostołowie udali się razem na Górę Oliwną (Dzieje Apostolskie 1:12). W obecności uczniów Jezus uniósł się w górę i zniknął.
Wniebowstąpienie Jezusa Chrystusa opisują: Ewangelia Marka 16:19, Ewangelia Łukasza 24:50-51 oraz Dzieje Apostolskie 1:9-11.
Kościół chrześcijański dla upamiętnienia wniebowstąpienia Jezusa ustanowił święto Wniebowstąpienia Pańskiego, obchodzone 40 dni po święcie Wielkanocy. Schizma z Kościołem Prawosławnym oraz zmiany w kalendarzu spowodowały, że data obchodzenia tego święta jest zazwyczaj różna dla tych dwóch wyznań. Daty różnią się w zależności od konkretnego kraju i roku. W szczególności dekretem Kongregacji ds. Kultu Bożego i Dyscypliny Sakramentów z dnia 4 marca 2003  katolicy w Polsce od roku 2004 obchodzą święto Wniebowstąpienia w VII Niedzielę wielkanocną, czyli 6 tygodni po Wielkanocy.
Używana na zachodzie łacińska nazwa ascensio kładzie nacisk na to, że wniebowstąpienie Jezusa dokonało się własną mocą. Święty Augustyn podkreśla ten fakt stwierdzając, że „Nikt nie wstąpił do nieba poza Tym, który z nieba zstąpił, Synem Człowieczym, który jest w niebie” (Sermo de Ascensione Domini), prawosławni używają biblijnej, greckiej formy analepsis (wzięcie do góry, ros. Вознесение).

## Daty i formy obchodów
W Polsce Wniebowstąpienie Pańskie w Kościele rzymskokatolickim zostało przeniesione na 7. niedzielę Wielkanocy. Decyzję taką podjęła Kongregacja do Spraw Kultu Bożego i Dyscyplin Sakramentów 4 marca 2003 roku (udzielamy pozwolenia, aby obchodzenie Uroczystości Wniebowstąpienia Pańskiego było przypisane do następującej po nim siódmej niedzieli Wielkanocy). Pierwszy raz święto w nowym terminie obchodzono w 2004 roku.
Kościół Ewangelicko-Augsburski w RP, Kościół Starokatolicki Mariawitów i Reformowany Kościół Katolicki w Polsce uroczystość Wniebowstąpienia Pańskiego obchodzą zawsze w czwartek 40 dni po Zmartwychwstaniu.
W tym dniu członkowie niektórych wyznań mają prawo do zwolnienia od pracy lub nauki. Te wyznania to:
- Kościół Ewangelicko-Reformowany w RP;
- Kościół Ewangelicko-Augsburski w RP (od 1994);
- Kościół Ewangelicko-Metodystyczny w RP;
- Kościół Chrześcijan Baptystów w RP (od 1995);
- Kościół Zielonoświątkowy w RP (od 1997).